# بايرون كنوتسون
بايرون كنوتسون هو سياسي أمريكي، ولد في 9 نوفمبر 1929. انتخب عضو مجلس نواب داكوتا الشمالية ‏.